# بخش الیاریا (شهرستان لوراین، اوهایو)
بخش الیاریا (به انگلیسی: Elyria Township) یک منطقهٔ مسکونی در ایالات متحده آمریکا است که در شهرستان لورین، اوهایو واقع شده‌است.
 بخش الیاریا ۱۴٫۵۲ کیلومتر مربع مساحت و ۳٬۲۶۶ نفر جمعیت دارد و ۲۲۶ متر بالاتر از سطح دریا واقع شده‌است.